# Croteam
Croteam (юридическое наименование — Abest d.o.o.) — хорватская компания, занимающаяся разработкой компьютерных игр. Наиболее известной разработкой Croteam является серия игр Serious Sam. Офис компании находится в городе Загреб, Хорватия.

## История компании
Компания Croteam (название произошло от совмещения слов «Хорватия» (англ. Croatia) и «команда» (англ. team), произносится как «кротим») была основана в августе 1992 года шестью энтузиастами местной хорватской демосцены и поначалу являлась маленькой «гаражной» студией, которая занималась разработкой игр для персональных компьютеров семейства Amiga.
Первой выпущенной игрой команды был спортивный симулятор футбола Football Glory. Игра вышла в 1994 году для компьютеров Amiga 500 и Amiga 1200, а спустя год, в 1995 году была выпущена и версия на компакт-диске для IBM PC-совместимого компьютера. Игровые журналы Британии и Германии неоднократно присваивали Football Glory награду «игра месяца». Тем не менее, несмотря на успех игры, будущее планировавшегося продолжения оказалось под угрозой. Компания Sensible Software пригрозила Croteam судебным иском, утверждая, что Football Glory является клоном их собственного симулятора Sensible Soccer. Croteam пришлось остановить работу над продолжением, а в 1998 игра была опубликована разработчиком для свободного скачивания под лицензией freeware.
В 1996 году специально для местного телевидения была разработана игра Save The Earth (с англ. — «Спаси планету») для компьютера Amiga 4000 со специальным оборудованием. Годом ранее Croteam объявили о том, что переключаются на разработку игр для персональных компьютеров. Спустя два года была окончена разработка нового футбольного симулятора Five-A-Side Soccer. В отличие от своего предшественника, эта игра была сконцентрирована на разновидности футбола, называемой футзал. Состоялся неофициальный релиз на компьютерах Amiga 500 и Amiga 1200. В этот же период Croteam оказывали поддержку другим местным разработчикам, выступив соразработчиками/соиздателями игр Embryo (1994) и Inordinate Desire (1995).
После долгого затишья в 2001 году появилась первая игра из серии Serious Sam — Serious Sam: The First Encounter, вслед за которой последовало самостоятельное дополнение The Second Encounter (продолжающее сюжет). Обе части были созданы на собственном движке студии Serious Engine; технология впоследствии была лицензирована многим сторонним разработчикам. Игры были положительно встречены критикой, а первая часть была награждена статусом «Игра года 2001» по версии электронного издания IGN. В России и странах СНГ игры издавались компанией 1С под названием «Крутой Сэм». В 2002 году состоялся выход портированной версии Serious Sam на консоли Xbox.
В 2005 году состоялся релиз полноценного продолжения серии — Serious Sam II. В 2006—2008 году компания по заказу разрабатывала тактический шутер, однако впоследствии из-за отсутствия к нему интереса со стороны издателей и самих разработчиков, проект был заморожен.
В 2009 году вышла Serious Sam HD: The First Encounter — переиздание первой части серии с улучшенной графикой на движке Serious Engine 3. Аналогичное переиздание второго эпизода было выпущено 28 апреля 2010 года (позже к нему было выпущено дополнение Legend of the Beast).
22 ноября 2011 года вышла третья (или, фактически, четвёртая, с учётом The Second Encounter) часть игры — Serious Sam 3: BFE. Игра является приквелом самой первой части. Спустя два года, в июне 2013 года разработчики объявили о работе над новой, четвёртой игрой серии — Serious Sam 4. Часть денег разработчики выручили благодаря распродаже предыдущих игр серии через Humble Weekly Sale.
В декабре 2014 года разработчики выпустили игру под названием The Talos Principle, трёхмерную философскую головоломку с видом от первого лица. Это первая за последние десять лет оригинальная игра студии, не связанная с серией Serious Sam.
30 августа 2019 года вышла из раннего доступа Steam игра Serious Sam Classics: Revolution, компиляция классических The First Encounter и The Second Encounter; добавлена новая сюжетная кампания «Bright Island», добавлен контент из модификации Warped, проведена оптимизация для современных операционных систем и добавлена поддержка пользовательских модификаций Steam Workshop. Игра разрабатывалась совместно со студией Alligator Pit.
В марте 2018 года было объявлено об открытии внутреннего подразделения студии — Croteam Incubator. Это своеобразный инкубатор для молодых и начинающих команд, которые получают советы и финансовую поддержку от более опытных наставников из Croteam, а также получают возможность выпустить свои игры под их крылом.
В октябре 2019 года один из сооснователей компании и технический директор студии Ален Ладавац покинул Croteam и присоединился к команде проекта Stadia в Мюнхене под крылом Google, где занял должность руководителя инженерного отдела.
В своих разработках (кроме ранних игр), в частности, в серии Serious Sam, Croteam используют собственные игровые движки семейства Serious Engine. По состоянию на 2020 год существует четыре поколения этого движка.
Croteam была приобретена Devolver Digital в октябре 2020 года.
В ноябре 2023 года вышла The Talos Principle 2, являющаяся прямым продолжением продолжением первой части. Игра также представляет из себя трёхмерную философскую головоломку с видом от первого лица. В июне 2024 года к игре вышло большое DLC Road to Elysium, эпилог из трех частей, который позволит глубже погрузиться в мир игры The Talos Principle 2. Эта игра стала первой, в которой разработчики использовали Unreal Engine 5, предварительно отказавшись от своего движка Serious Engine.
В апреле 2025 года вышла The Talos Principle Reawakened, полноценный ремейк первой части, разработанный на Unreal Engine 5. В игре появились новые головоломки, графическое оформление было обновлено, а игровой процесс улучшен. В переиздании было включено DLC Road to Gehenna. Также была дополнительно выпущена глава In the Beginning, которая позволит игроку заглянуть в самое начало истории.

## Игры, разработанные Croteam
| Год      | Название                             | Жанр                            | Платформа                                                                                    | Примечание | Издатель                |
| -------- | ------------------------------------ | ------------------------------- | -------------------------------------------------------------------------------------------- | --- | ----------------------- |
| 1994     | Football Glory                       | Футбольный симулятор            | Amiga, MS-DOS                                                                                | | Black Legend            |
| 1996     | Save The Earth                       | Телевизионная компьютерная игра | Amiga                                                                                        | Детская телевизионная игра, разработанная для передачи «Turbo Limach Show» национального хорватского телевидения.                                                                                | Black Legend            |
| 1998     | Five-A-Side Soccer                   | Футбольный симулятор            | Amiga                                                                                        | | Black Legend            |
| 2001     | Serious Sam: The First Encounter     | Шутер от первого лица           | Windows, macOS, Linux, Xbox 360, HTC Vive, Oculus Rift, Windows Mixed Reality                | | Gathering of Developers |
| 2002     | Serious Sam: The Second Encounter    | Шутер от первого лица           | Windows, macOS, Linux, Xbox 360, HTC Vive, Oculus Rift, Windows Mixed Reality                | | Gathering of Developers |
| 2002     | Serious Sam: Xbox                    | Шутер от первого лица           | Xbox                                                                                         | Консольная версия Serious Sam, включает в себя содержимое First Encounter и Second Encounter с улучшенной графикой, новыми моделями и кат-сценами.                                               | Gotham Games            |
| 2005     | Serious Sam II                       | Шутер от первого лица           | Windows, Xbox                                                                                | | 2K Games                |
| 2011     | Serious Sam 3: BFE                   | Шутер от первого лица           | Windows, macOS, Linux, Xbox 360, PlayStation 3, HTC Vive, Oculus Rift, Windows Mixed Reality | Для игры было выпущено несколько дополнений. | Devolver Digital        |
| 2014     | Sigils of Elohim                     | Головоломка                     | Windows, macOS, Linux, Android, iOS                                                          | Бесплатная игра-головоломка, пролог к The Talos Principle. | Devolver Digital        |
| 2014     | The Talos Principle                  | Головоломка                     | Windows, macOS, Linux, PlayStation 4, Android, iOS                                           | Трёхмерная игра-головоломка | Devolver Digital        |
| 2017     | Serious Sam VR: The First Encounter  | Шутер от первого лица           | HTC Vive, Oculus Rift                                                                        | Эксклюзивная игра для устройств виртуальной реальности. | Devolver Digital        |
| 2017     | Serious Sam VR: The Second Encounter | Шутер от первого лица           | HTC Vive, Oculus Rift                                                                        | Эксклюзивная игра для устройств виртуальной реальности. | Devolver Digital        |
| 2017     | Serious Sam VR: The Last Hope        | Шутер от первого лица           | HTC Vive, Oculus Rift, Windows Mixed Reality                                                 | Эксклюзивная игра для устройств виртуальной реальности. | Devolver Digital        |
| 2017     | The Talos Principle VR               | Головоломка                     | HTC Vive, Oculus Rift                                                                        | Эксклюзивная игра для устройств виртуальной реальности. | Devolver Digital        |
| 2017     | Serious Sam 3 VR: BFE                | Шутер от первого лица           | HTC Vive, Oculus Rift                                                                        | Эксклюзивная игра для устройств виртуальной реальности. | Devolver Digital        |
| 2018     | I Hate Running Backwards             | Shoot ’em up                    | Windows, PlayStation 4, Xbox One, Nintendo Switch                                            | | Devolver Digital        |
| 2018     | CAPE: Bermuda Triangle               | Симулятор выживания             | Windows                                                                                      | Совместная разработка с Binx Games; симулятор выживания с упором на мультиплеер. | Devolver Digital        |
| 2018     | SCUM                                 | Симулятор выживания             | Windows                                                                                      | Совместная разработка с Gamepires; симулятор выживания с открытым миром. | Devolver Digital        |
| 2019     | Serious Sam Classics: Revolution     | Шутер от первого лица           | Windows                                                                                      | | Devolver Digital        |
| 2019     | Unity of Command II                  | Пошаговая стратегия             | Windows                                                                                      | Совместная разработка с 2x2 Games, глобальная пошаговая менеджмент-стратегия. | 2x2 Games               |
| 2020     | Serious Sam 4                        | Шутер от первого лица           | Windows, PlayStation 4, Xbox One                                                             | | Devolver Digital        |
| 2020     | The Hand of Merlin                   | Пошаговая стратегия             | Windows                                                                                      | Совместная разработка с Room-C Games. | Versus Evil             |
| 2022     | Serious Sam: Siberian Mayhem         | Шутер от первого лица           | Windows, PlayStation 5, Xbox Series X/S                                                      | Совместная разработка с Timelock Studio. | Devolver Digital        |
| 2023     | The Talos Principle 2                | Головоломка                     | Windows, PlayStation 5, Xbox Series X/S                                                      | Первая 3D игра Croteam, которая не использует Serious Engine. | Devolver Digital        |
| 2025     | The Talos Principle Reawakened       | Головоломка                     | Windows, PlayStation 5, Xbox Series X/S                                                      | Вторая игра Croteam, которая не использует Serious Engine и разработанная на Unreal Engine 5. Является полноценным ремейком первой части с добавлением новой главы предыстории In the Beginning. | Devolver Digital        |
| Отменена | T.E.O.R.                             | Шутер от первого лица           | Windows, Xbox 360, PlayStation 3                                                             | Тактический шутер, разрабатывавшийся по заказу Atari. | Atari                   |

### Сборники
Компания выпустила несколько сборников собственных игр. Из указанных ниже лишь Serious Sam: Gold Edition продавался в коробочном виде, остальные сборники распространяются посредством Steam.
- 2003 — Serious Sam: Gold Edition (включает Serious Sam: The First Encounter и Serious Sam: The Second Encounter с последними патчами и некоторыми поправками, а также отобранные разработчиками любительские моды); для русского издания сборника издателем была заново переведена The First Encounter (таким образом, у этой игры две версии перевода).
- 2010 — Serious Sam HD: Gold Edition (включает переиздания двух первых эпизодов с новой графикой — Serious Sam HD: The First Encounter и Serious Sam HD: The Second Encounter, а также сами первые эпизоды, как и сборник 2003 года).
- 2010 — Serious Sam HD: Double Pack (включает только первые игры в HD-переиздании)
- 2012 — Serious Sam Complete Pack (комплект включает все игры о Сэме, вышедшие на ПК и разработанные не только Croteam, но и партнерскими студиями, включая третью часть и переиздания первых).
- 2017 — Serious Sam Fusion 2017 (комплект включает все игры о Сэме, вышедшие на ПК и разработанные не только Croteam, но и партнерскими студиями, включая третью часть и VR-версии оригинальных двух).